# Kalimantsia
Kalimantsia – wymarły w czasach prehistorycznych rodzaj ssaka zaliczany do rodziny chalikoteriów. Żył on w miocenie. Jego nazwa pochodzi od miejsca znalezienia (Kalimantsi w Bułgarii), zarówno rodzajowa, jak i epitet gatunkowy. Znaleziono tam jedynie czaszkę, ale specyficzne zęby pozwoliły wyodręnić nowe gatunek i rodzaj.